# Torneo Apertura 2014 (México)
El Torneo Apertura 2014 fue la edición XCII del campeonato de liga de la Primera División del fútbol mexicano; se trató del 37.º torneo corto, luego del cambio en el formato de competencia, con el que se abrió la temporada 2014-15. América se coronó campeón en la final con un marcador global de 3-1 sobre Tigres. Es la quinta ocasión, desde que el campeonato se define mediante una fase final (1970-71), que América obtiene el título al mismo tiempo de concluir como líder general de la fase regular, anteriormente lo hizo en 1970-71, 1975-76, 1983-84 y 1987-88.
U de G regresó al máximo circuito luego de 20 años de ausencia, pero lo hizo por primera vez como campeón del circuito de ascenso, recordando que su debut en 1974 se produjo al comprar la franquicia del Club de Fútbol Torreón.

## Sistema de competición
El torneo de la Liga Bancomer MX, está conformado en dos partes:
- Fase de calificación: Se integra por las 17 jornadas del torneo.
- Fase final: Se integra por los partidos de cuartos de final, semifinal y final.

### Fase de calificación
En la fase de calificación se observará el sistema de puntos. La ubicación en la tabla general está sujeta a lo siguiente:
- Por juego ganado se obtendrán tres puntos.
- Por juego empatado se obtendrá un punto.
- Por juego perdido no se otorgan puntos.

En esta fase participan los 18 clubes de la Liga Bancomer MX, jugando en cada torneo todos contra todos durante las 17 jornadas respectivas, a un solo partido.
El orden de los clubes al final de la fase de Calificación del Torneo corresponderá a la suma de los puntos obtenidos por cada uno de ellos y se presentará en forma descendente. Si al finalizar las 17 jornadas del Torneo, dos o más clubes estuviesen empatados en puntos, su posición en la Tabla general será determinada atendiendo a los siguientes criterios de desempate:
1. Mejor diferencia entre los goles anotados y recibidos.
2. Mayor número de goles anotados.
3. Marcadores particulares entre los Clubes empatados.
4. Mayor número de goles anotados como visitante.
5. Mejor ubicado en la Tabla general de cociente
6. Tabla Fair Play
7. Sorteo.

Para determinar los lugares que ocuparán los clubes que participen en la fase final del torneo se tomará como base la Tabla general de clasificación.
Participan automáticamente por el título de Campeón de la Liga Bancomer MX los 8 primeros clubes de la Tabla general de clasificación al término de las 17 jornadas.

### Fase final
Los ocho clubes calificados para esta fase del torneo serán reubicados de acuerdo con el lugar que ocupen en la Tabla general al término de la jornada 17, con el puesto del número uno al club mejor clasificado, y así hasta el 8°. Los partidos a esta Fase se desarrollarán a visita recíproca, en las siguientes etapas:
- Cuartos de final
- Semifinales
- Final

Los clubes vencedores en los partidos de cuartos de final y semifinal serán aquellos que en los dos juegos anoten el mayor número de goles. De existir empate en el número de goles anotados, la posición se definirá a favor del club con mayor cantidad de goles a favor cuando actúe como visitante.
Si una vez aplicado el criterio anterior los clubes siguieran empatados, se observará la posición de los clubes en la tabla general de clasificación.
Los partidos correspondientes a la fase final se jugarán obligatoriamente los días miércoles y sábado, y jueves y domingo eligiendo, en su caso, exclusivamente en forma descendente, los cuatro Clubes mejor clasificados en la Tabla general al término de la jornada 17, el día y horario de su partido como local. Los siguientes cuatro Clubes podrán elegir únicamente el horario.
El Club vencedor de la Final y por lo tanto Campeón, será aquel que en los dos partidos anote el mayor número de goles. Si al término del tiempo reglamentario el partido está empatado, se agregarán dos tiempos extras de 15 minutos cada uno. De persistir el empate en estos periodos, se procederá a lanzar tiros penales hasta que resulte un vencedor.
Los partidos de Cuartos de final se jugarán de la siguiente manera:
Los partidos de Cuartos de final se jugarán de la siguiente manera:
1.º vs 8.º

2.º vs 7.º

3.º vs 6.º

4.º vs 5.º
En las semifinales participarán los cuatro clubes vencedores de cuartos de final, reubicándolos del uno al cuatro, de acuerdo a su mejor posición en la Tabla general de clasificación al término de la jornada 17 del torneo correspondiente, enfrentándose:
1.º vs 4.º

2.º vs 3.º
Disputarán el título de Campeón del Torneo de Apertura 2014 los dos clubes vencedores de la fase semifinal correspondiente, reubicándolos del uno al dos, de acuerdo a su mejor posición en la Tabla general de clasificación al término de la jornada 17 de cada torneo.

## Equipos por Entidad Federativa
Para esta temporada 2014-15 se contará con 18 equipos, las entidades federativas de la República Mexicana con más equipos profesionales en la Primera División serán el Distrito Federal y Jalisco con tres equipos.
| Santos Pachuca Monterrey Tigres Morelia Atlas Guadalajara U de G Chiapas Tijuana Puebla Toluca América Cruz Azul UNAM León Veracruz Querétaro |

| Entidad Federativa | N.º | Equipos                     |
| ------------------ | --- | --------------------------- |
| Distrito Federal   | 3   | América, Cruz Azul y UNAM   |
| Jalisco            | 3   | Atlas, Guadalajara y U de G |
| Nuevo León         | 2   | Tigres y Monterrey          |
| Baja California    | 1   | Tijuana                     |
| Chiapas            | 1   | Chiapas                     |
| Coahuila           | 1   | Santos                      |
| Estado de México   | 1   | Toluca                      |
| Guanajuato         | 1   | León                        |
| Hidalgo            | 1   | Pachuca                     |
| Michoacán          | 1   | Morelia                     |
| Puebla             | 1   | Puebla                      |
| Querétaro          | 1   | Querétaro                   |
| Veracruz           | 1   | Veracruz                    |

## Información de los equipos

### Ascenso y descenso
| Pos | al Ascenso MX |
| --- | ------------- |
| 17º | Atlante       |

| Pos | a la Liga Bancomer MX      |
| --- | -------------------------- |
| 4º  | Universidad de Guadalajara |

| Equipo      | Entrenador              | Estadio                | Ciudad                    | Patrocinador       | Kit          |
| ----------- | ----------------------- | ---------------------- | ------------------------- | ------------------ | ------------ |
| América     | Antonio Mohamed         | Azteca                 | México, D. F.             | Bimbo              | Nike         |
| Atlas       | Tomás Boy               | Jalisco                | Guadalajara, Jalisco      | Bridgestone        | Puma         |
| Chiapas     | Sergio Bueno            | Víctor Manuel Reyna    | Tuxtla Gutiérrez, Chiapas | Chiapas            | Pirma        |
| Cruz Azul   | Luis Fernando Tena      | Azul                   | México, D. F.             | Cemento Cruz Azul  | Under Armour |
| Guadalajara | José Manuel De la Torre | Omnilife               | Guadalajara, Jalisco      | Bimbo              | Adidas       |
| León        | Gustavo Matosas         | Nou Camp               | León, Guanajuato          | Telcel             | Pirma        |
| Monterrey   | Carlos Barra            | Tecnológico            | Monterrey, Nuevo León     | Bimbo              | Puma         |
| Morelia     | José Guadalupe Cruz     | Morelos                | Morelia, Michoacán        | Bridgestone        | Joma         |
| Pachuca     | Enrique Meza            | Hidalgo                | Pachuca, Hidalgo          | Cementos Fortaleza | Nike         |
| Puebla      | José Luis Sánchez Solá  | Cuauhtémoc             | Puebla, Puebla            | EA Sports          | Kappa        |
| Querétaro   | Ignacio Ambriz          | Corregidora            | Querétaro, Querétaro      | Banco Multiva      | Pirma        |
| Santos      | Pedro Caixinha          | Corona                 | Torreón, Coahuila         | Soriana            | Puma         |
| Tigres      | Ricardo Ferretti        | Universitario          | San Nicolás, Nuevo León   | Cemex              | Adidas       |
| Tijuana     | Daniel Guzmán Castañeda | Caliente               | Tijuana, Baja California  | Caliente           | Nike         |
| Toluca      | José Saturnino Cardozo  | Nemesio Díez           | Toluca, México            | Banamex            | Under Armour |
| U. de G.    | Alfonso Sosa            | Jalisco                | Guadalajara, Jalisco      | Proulex            | Lotto        |
| UNAM        | Guillermo Vázquez       | Olímpico Universitario | México, D. F.             | Banamex            | Nike         |
| Veracruz    | Cristóbal Ortega        | Luis "Pirata" Fuente   | Veracruz, Veracruz        | Winpot Casino      | Kappa        |

### Cambios de entrenadores
| Equipo           | Entrenador (jornadas)                                                    |
| ---------------- | ------------------------------------------------------------------------ |
| UNAM             | José Luis Trejo (1-5) David Patiño* Guillermo Vázquez (6-17)             |
| Puebla FC        | Rubén Omar Romano (1-6) José Luis Sánchez Solá (7-17)                    |
| Tijuana          | César Farías (1-7) Daniel Guzmán Castañeda (8-17)                        |
| Monarcas Morelia | Ángel David Comizzo (1-7) José Guadalupe Cruz (8-17)                     |
| Guadalajara      | Carlos Bustos (1-11) Ramón Morales* (12) José Manuel de la Torre (13-17) |
| Veracruz         | Cristóbal Ortega (1-16) Carlos Reinoso (17)                              |

.* Interino

## Estadios
|                                                                          |                                                                            |                                                                                       |
|                                                                          |                                                                            |                                                                                       |
| Estadio Azteca Ciudad: México Capacidad: 103 000 Club: América           | Estadio Olímpico Universitario Ciudad: México Capacidad: 63.186 Club: UNAM | Estadio Jalisco Ciudad: Guadalajara Capacidad: 56.713 Club: Atlas y Leones Negros     |
|                                                                          |                                                                            |                                                                                       |
| Estadio Omnilife Ciudad: Guadalajara Capacidad: 49,850 Club: Guadalajara | Estadio Cuauhtémoc Ciudad: Puebla Capacidad: 42.648 Club: Puebla           | Estadio Universitario Ciudad: Monterrey Capacidad: 42.000 Club: Tigres                |
|                                                                          |                                                                            |                                                                                       |
| Estadio Morelos Ciudad: Morelia Capacidad: 41.056 Club: Monarcas Morelia | Estadio Corregidora Ciudad: Querétaro Capacidad: 38.575 Club: Querétaro    | Estadio Tecnológico Ciudad: Monterrey Capacidad: 36.485 Club: Monterrey               |
|                                                                          |                                                                            |                                                                                       |
| Estadio Azul Ciudad: Ciudad de México Capacidad: 35.161 Club: Cruz Azul  | Estadio León Ciudad: León Capacidad: 33.943 Club: León                     | Estadio Víctor Manuel Reyna Ciudad: Tuxtla Gutiérrez Capacidad: 30.222 Club: Jaguares |
|                                                                          |                                                                            |                                                                                       |
| Estadio Hidalgo Ciudad: Pachuca Capacidad: 30,024 Club: Pachuca          | Estadio TSM Corona Ciudad: Torreón Capacidad: 30.000 Club: Santos          | Estadio Luis "Pirata" Fuente Ciudad:Veracruz Capacidad:30.000 Club: Veracruz          |
|                                                                          |                                                                            |                                                                                       |
| Estadio Nemesio Díez Ciudad: Toluca Capacidad: 27,000 Club: Toluca       | Estadio Caliente Ciudad: Tijuana Capacidad: 25,000 Club: Tijuana           |                                                                                       |

## Torneo Regular
- Los horarios son correspondientes al Tiempo del Centro de México (UTC-6 y UTC-5 en horario de verano).[2]

| Querétaro   | 1 - 3 | UNAM     | La Corregidora     | 18 de julio | 19:30 | Azteca 7               |
| Tijuana     | 0 - 1 | Puebla   | Caliente           | 18 de julio | 21:30 | Azteca 7               |
| Cruz Azul   | 0 - 1 | Pachuca  | Azul               | 19 de julio | 17:00 | Azteca 13              |
| Veracruz    | 0 - 1 | Santos   | Luis Pirata Fuente | 19 de julio | 17:00 | Gala TV                |
| Monterrey   | 3 - 1 | U. de G. | Tecnológico        | 19 de julio | 19:00 | Gala TV                |
| León        | 1 - 2 | América  | Nou Camp           | 19 de julio | 20:06 | Fox Sports             |
| Atlas       | 0 - 0 | Tigres   | Jalisco            | 19 de julio | 21:00 | Gala TV                |
| Toluca      | 0 - 0 | Morelia  | Nemesio Díez       | 20 de julio | 12:00 | TDN                    |
| Guadalajara | 1 - 1 | Chiapas  | Omnilife           | 20 de julio | 17:00 | Canal de las Estrellas |

| Morelia  | 0 - 2 | Atlas       | Morelos                | 25 de julio | 19:30 | Azteca 7               |
| Santos   | 1 - 1 | Cruz Azul   | TSM Corona             | 25 de julio | 21:30 | Azteca 7               |
| Puebla   | 0 - 0 | Veracruz    | Cuauhtémoc             | 26 de julio | 17:00 | Azteca 13              |
| América  | 2 - 1 | Tijuana     | Azteca                 | 26 de julio | 17:00 | Canal de las Estrellas |
| Tigres   | 4 - 2 | León        | Universitario          | 26 de julio | 19:00 | Televisa SKY           |
| Pachuca  | 0 - 1 | Monterrey   | Hidalgo                | 26 de julio | 20:06 | FOX Sports             |
| Chiapas  | 2 - 1 | Toluca      | Víctor Manuel Reyna    | 26 de julio | 21:00 | Gala TV                |
| UNAM     | 0 - 1 | Guadalajara | Olímpico Universitario | 27 de julio | 12:00 | Canal de las Estrellas |
| U. de G. | 0 - 1 | Querétaro   | Jalisco                | 27 de julio | 17:00 | ESPN 2                 |

| Querétaro   | 2 - 0 | Pachuca  | La Corregidora | 1 de agosto     | 19:30 | Azteca 7               |
| Tijuana     | 1 - 1 | Tigres   | Caliente       | 1 de agosto     | 21:30 | Azteca SKY             |
| Cruz Azul   | 0 - 0 | Veracruz | Azul           | 2 de agosto     | 17:00 | Azteca SKY             |
| Puebla      | 0 - 4 | América  | Cuauhtémoc     | 2 de agosto     | 17:00 | Azteca 13              |
| Monterrey   | 0 - 0 | Santos   | Tecnológico    | 2 de agosto     | 19:00 | Gala TV                |
| León        | 4 - 0 | Morelia  | Nou Camp       | 2 de agosto     | 20:06 | Fox Sports             |
| Atlas       | 4 - 2 | Chiapas  | Jalisco        | 2 de agosto     | 21:00 | Gala TV                |
| Toluca      | 2 - 1 | UNAM     | Nemesio Díez   | 3 de agosto     | 12:00 | Canal de las Estrellas |
| Guadalajara | 3 - 0 | U. de G. | Omnilife       | 7 de septiembre | 17:00 | TDN                    |

| Morelia   | 0 - 0 | Tijuana     | Morelos                | 8 de agosto  | 19:30 | Azteca 7   |
| Veracruz  | 2 - 1 | Monterrey   | Luis Pirata Fuente     | 8 de agosto  | 20:30 | Gala TV    |
| Cruz Azul | 1 - 0 | Puebla      | Azul                   | 9 de agosto  | 17:00 | Azteca 13  |
| Tigres    | 0 - 2 | América     | Universitario          | 9 de agosto  | 19:00 | Gala TV    |
| Santos    | 2 - 3 | Querétaro   | TSM Corona             | 9 de agosto  | 20:00 | Azteca SKY |
| Pachuca   | 3 - 0 | Guadalajara | Hidalgo                | 9 de agosto  | 20:06 | Fox Sports |
| Chiapas   | 3 - 2 | León        | Víctor Manuel Reyna    | 9 de agosto  | 21:00 | Gala TV    |
| UNAM      | 0 - 1 | Atlas       | Olímpico Universitario | 10 de agosto | 12:00 | TDN        |
| U. de G.  | 0 - 0 | Toluca      | Jalisco                | 10 de agosto | 17:00 | ESPN 2     |

| León        | 2 - 1 | UNAM      | Nou Camp       | 14 de agosto | 20:06 | Fox Sports             |
| Querétaro   | 0 - 0 | Veracruz  | La Corregidora | 15 de agosto | 19:30 | Azteca 7               |
| Tijuana     | 2 - 1 | Chiapas   | Caliente       | 15 de agosto | 21:30 | Azteca 7               |
| Puebla      | 1 - 1 | Tigres    | Cuauhtémoc     | 16 de agosto | 17:00 | Azteca SKY             |
| América     | 3 - 2 | Morelia   | Azteca         | 16 de agosto | 17:00 | Canal de las Estrellas |
| Monterrey   | 3 - 1 | Cruz Azul | Tecnológico    | 16 de agosto | 19:00 | Gala TV                |
| Atlas       | 1 - 0 | U. de G.  | Jalisco        | 16 de agosto | 21:00 | TDN                    |
| Toluca      | 3 - 0 | Pachuca   | Nemesio Díez   | 17 de agosto | 12:00 | Canal de las Estrellas |
| Guadalajara | 0 - 1 | Santos    | Omnilife       | 17 de agosto | 17:00 | TDN                    |

| Morelia   | 1 - 5 | Tigres      | Morelos                | 22 de agosto | 19:30 | Azteca 7               |
| Santos    | 3 - 0 | Toluca      | TSM Corona             | 22 de agosto | 21:30 | Azteca 7               |
| Cruz Azul | 2 - 1 | Querétaro   | Azul                   | 23 de agosto | 17:00 | Azteca 13              |
| Veracruz  | 0 - 0 | Guadalajara | Luis Pirata Fuente     | 23 de agosto | 17:00 | Gala TV                |
| Monterrey | 1 - 0 | Puebla      | Tecnológico            | 23 de agosto | 19:00 | Televisa SKY           |
| Pachuca   | 3 - 1 | Atlas       | Hidalgo                | 23 de agosto | 20:06 | Fox Sports             |
| Chiapas   | 0 - 0 | América     | Víctor Manuel Reyna    | 23 de agosto | 21:00 | Gala TV                |
| UNAM      | 1 - 1 | Tijuana     | Olímpico Universitario | 24 de agosto | 12:00 | Canal de las Estrellas |
| U. de G.  | 1 - 0 | León        | Jalisco                | 24 de agosto | 17:00 | ESPN 2                 |

| Querétaro   | 0 - 1 | Monterrey | La Corregidora | 29 de agosto | 19:30 | Azteca SKY             |
| Tijuana     | 1 - 1 | U. de G.  | Caliente       | 29 de agosto | 21:30 | Azteca 7               |
| América     | 0 - 1 | UNAM      | Estadio Azteca | 30 de agosto | 17:00 | Canal de las Estrellas |
| Puebla      | 3 - 2 | Monarcas  | Cuauhtémoc     | 30 de agosto | 17:00 | Azteca SKY             |
| Tigres      | 0 - 2 | Chiapas   | Universitario  | 30 de agosto | 19:00 | Gala TV                |
| León        | 1 - 2 | Pachuca   | Nou Camp       | 30 de agosto | 20:06 | Fox Sports             |
| Atlas       | 1 - 1 | Santos    | Jalisco        | 30 de agosto | 21:00 | Gala TV                |
| Toluca      | 2 - 1 | Veracruz  | Nemesio Díez   | 31 de agosto | 12:00 | TDN                    |
| Guadalajara | 0 - 0 | Cruz Azul | Omnilife       | 31 de agosto | 17:00 | Canal de las Estrellas |

| Querétaro | 1 - 1 | Puebla      | La Corregidora         | 12 de septiembre | 19:30 | Azteca SKY             |
| Veracruz  | 1 - 1 | Atlas       | Luis Pirata Fuente     | 12 de septiembre | 20:30 | Gala TV                |
| Santos    | 2 - 0 | León        | TSM Corona             | 12 de septiembre | 21:30 | Azteca 7               |
| Cruz Azul | 1 - 2 | Toluca      | Azul                   | 13 de septiembre | 17:00 | Azteca 13              |
| Pachuca   | 1 - 1 | Tijuana     | Hidalgo                | 13 de septiembre | 20:06 | FOX Sports             |
| U. de G.  | 0 - 0 | América     | Jalisco                | 13 de septiembre | 21:00 | ESPN 2                 |
| Chiapas   | 1 - 1 | Monarcas    | Víctor Manuel Reyna    | 13 de septiembre | 21:00 | Gala TV                |
| UNAM      | 2 - 2 | Tigres      | Olímpico Universitario | 14 de septiembre | 12:00 | Canal de las Estrellas |
| Monterrey | 1 - 0 | Guadalajara | Tecnológico            | 15 de noviembre  | 17:00 | Gala TV                |

| Tijuana     | 4 - 1 | Santos    | Caliente      | 19 de septiembre | 21:30 | Azteca SKY             |
| Morelia     | 2 - 3 | UNAM      | Morelos       | 19 de septiembre | 21:30 | Azteca 7               |
| Puebla      | 1 - 1 | Chiapas   | Cuauhtémoc    | 20 de septiembre | 17:00 | Azteca 13              |
| América     | 2 - 1 | Pachuca   | Azteca        | 20 de septiembre | 17:00 | TDN                    |
| Tigres      | 1 - 0 | U. de G.  | Universitario | 20 de septiembre | 19:00 | Gala TV                |
| León        | 3 - 1 | Veracruz  | Nou Camp      | 20 de septiembre | 20:06 | FOX Sports             |
| Atlas       | 2 - 1 | Cruz Azul | Jalisco       | 20 de septiembre | 21:00 | Gala TV                |
| Toluca      | 1 - 0 | Monterrey | Nemesio Díez  | 21 de septiembre | 12:00 | Canal de las Estrellas |
| Guadalajara | 1 - 4 | Querétaro | Omnilife      | 21 de septiembre | 17:00 | Canal de las Estrellas |

| Veracruz    | 1 - 0 | Tijuana | Luis Pirata Fuente     | 26 de septiembre | 19:00 | Gala TV                |
| Querétaro   | 1 - 1 | Toluca  | La Corregidora         | 26 de septiembre | 19:30 | Azteca 7               |
| Santos      | 1 - 4 | América | TSM Corona             | 26 de septiembre | 21:30 | Azteca 7               |
| Cruz Azul   | 1 - 0 | León    | Azul                   | 27 de septiembre | 17:00 | Azteca 13              |
| Monterrey   | 2 - 1 | Atlas   | Tecnológico            | 27 de septiembre | 19:00 | Gala TV                |
| Pachuca     | 2 - 3 | Tigres  | Hidalgo                | 27 de septiembre | 20:06 | FOX Sports             |
| U. de G.    | 1 - 2 | Morelia | Jalisco                | 27 de septiembre | 21:00 | ESPN 2                 |
| UNAM        | 2 - 2 | Chiapas | Olímpico Universitario | 28 de septiembre | 12:00 | TDN                    |
| Guadalajara | 0 - 0 | Puebla  | Omnilife               | 28 de septiembre | 17:00 | Canal de las Estrellas |

| León    | 1 - 3 | Monterrey   | Nou Camp            | 30 de septiembre | 20:06 | FOX Sports   |
| Atlas   | 2 - 1 | Querétaro   | Jalisco             | 30 de septiembre | 20:30 | TDN          |
| Tigres  | 1 - 1 | Santos      | Universitario       | 30 de septiembre | 21:00 | Televisa SKY |
| Puebla  | 1 - 2 | UNAM        | Cuauhtémoc          | 1 de octubre     | 19:00 | Azteca 7     |
| América | 2 - 0 | Veracruz    | Azteca              | 1 de octubre     | 20:00 | TDN          |
| Morelia | 0 - 1 | Pachuca     | Morelos             | 1 de octubre     | 20:00 | Azteca SKY   |
| Chiapas | 1 - 1 | U. de G.    | Víctor Manuel Reyna | 1 de octubre     | 21:00 | Televisa SKY |
| Tijuana | 0 - 0 | Cruz Azul   | Caliente            | 1 de octubre     | 22:00 | Azteca 7     |
| Toluca  | 3 - 1 | Guadalajara | Nemesio Díez        | 2 de octubre     | 20:00 | Gala TV      |

| Querétaro   | 1 - 2 | León    | La Corregidora     | 3 de octubre | 19:30 | Azteca 7               |
| Cruz Azul   | 4 - 0 | América | Azul               | 4 de octubre | 17:00 | Azteca 13              |
| Veracruz    | 0 - 1 | Tigres  | Luis Pirata Fuente | 4 de octubre | 17:00 | TDN                    |
| Monterrey   | 1 - 1 | Tijuana | Tecnológico        | 4 de octubre | 19:00 | Televisa SKY           |
| Santos      | 2 - 2 | Morelia | TSM Corona         | 4 de octubre | 20:00 | Azteca SKY             |
| Pachuca     | 2 - 0 | Chiapas | Hidalgo            | 4 de octubre | 20:06 | FOX Sports             |
| U. de G.    | 1 - 0 | UNAM    | Jalisco            | 4 de octubre | 21:00 | ESPN 2                 |
| Toluca      | 1 - 1 | Puebla  | Nemesio Díez       | 5 de octubre | 12:00 | Canal de las Estrellas |
| Guadalajara | 0 - 1 | Atlas   | Omnilife           | 5 de octubre | 17:00 | Canal de las Estrellas |

| Morelia | 0 - 1 | Veracruz    | Morelos                | 17 de octubre | 19:30 | Azteca SKY             |
| Tijuana | 2 - 1 | Querétaro   | Caliente               | 17 de octubre | 21:30 | Azteca 7               |
| Puebla  | 1 - 1 | U. de G.    | Cuauhtémoc             | 18 de octubre | 17:00 | Azteca 13              |
| América | 2 - 0 | Monterrey   | Azteca                 | 18 de octubre | 17:00 | Canal de las Estrellas |
| Tigres  | 1 - 0 | Cruz Azul   | Universitario          | 18 de octubre | 19:00 | Gala TV                |
| León    | 2 - 1 | Guadalajara | Nou Camp               | 18 de octubre | 20:06 | FOX Sports             |
| Atlas   | 0 - 2 | Toluca      | Jalisco                | 18 de octubre | 21:00 | Gala TV                |
| Chiapas | 2 - 0 | Santos      | Víctor Manuel Reyna    | 18 de octubre | 21:00 | Televisa SKY           |
| UNAM    | 1 - 1 | Pachuca     | Olímpico Universitario | 19 de octubre | 12:00 | Canal de las Estrellas |

| Querétaro   | 3 - 2 | América  | La Corregidora      | 24 de octubre | 19:30 | Azteca 7               |
| Santos      | 1 - 1 | UNAM     | TSM Corona          | 24 de octubre | 21:30 | Azteca 7               |
| Cruz Azul   | 3 - 1 | Morelia  | Azul                | 25 de octubre | 17:00 | Azteca 13              |
| Veracruz    | 1 - 2 | Chiapas  | Olímpico de la BUAP | 25 de octubre | 17:00 | Gala TV                |
| Monterrey   | 2 - 2 | Tigres   | Tecnológico         | 25 de octubre | 19:00 | Foro TV                |
| Pachuca     | 0 - 0 | U. de G. | Hidalgo             | 25 de octubre | 20:06 | FOX Sports 2           |
| Atlas       | 2 - 1 | Puebla   | Jalisco             | 25 de octubre | 21:00 | Foro TV                |
| Toluca      | 2 - 3 | León     | Nemesio Díez        | 26 de octubre | 12:00 | Canal de las Estrellas |
| Guadalajara | 3 - 3 | Tijuana  | Omnilife            | 26 de octubre | 17:00 | Canal de las Estrellas |

| Morelia  | 2 - 1 | Monterrey   | Morelos                | 31 de octubre  | 19:30 | Azteca 7               |
| Tijuana  | 0 - 1 | Toluca      | Caliente               | 31 de octubre  | 20:30 | Azteca SKY             |
| Puebla   | 1 - 1 | Pachuca     | Cuauhtémoc             | 1 de noviembre | 17:00 | Azteca SKY             |
| América  | 0 - 0 | Guadalajara | Azteca                 | 1 de noviembre | 17:00 | Canal de las Estrellas |
| Tigres   | 1 - 0 | Querétaro   | Universitario          | 1 de noviembre | 19:00 | Gala TV                |
| León     | 4 - 0 | Atlas       | Nou Camp               | 1 de noviembre | 20:06 | FOX Sports             |
| U. de G. | 1 - 1 | Santos      | Jalisco                | 1 de noviembre | 21:00 | ESPN 2                 |
| Chiapas  | 0 - 0 | Cruz Azul   | Víctor Manuel Reyna    | 1 de noviembre | 21:00 | Gala TV                |
| UNAM     | 0 - 0 | Veracruz    | Olímpico Universitario | 2 de noviembre | 12:00 | Canal de las Estrellas |

| Querétaro   | 2 - 0 | Morelia  | La Corregidora      | 7 de noviembre | 19:30 | Azteca SKY             |
| Santos      | 2 - 1 | Pachuca  | TSM Corona          | 7 de noviembre | 21:30 | Azteca 7               |
| Cruz Azul   | 0 - 2 | UNAM     | Azul                | 8 de noviembre | 17:00 | Azteca 13              |
| Veracruz    | 0 - 1 | U. de G. | Olímpico de la BUAP | 8 de noviembre | 17:00 | TDN                    |
| Monterrey   | 1 - 2 | Chiapas  | Tecnológico         | 8 de noviembre | 19:00 | Gala TV                |
| León        | 0 - 0 | Puebla   | Nou Camp            | 8 de noviembre | 20:06 | FOX Sports             |
| Atlas       | 1 - 1 | Tijuana  | Jalisco             | 8 de noviembre | 21:00 | Gala TV                |
| Toluca      | 2 - 2 | América  | Nemesio Díez        | 9 de noviembre | 12:00 | Canal de las Estrellas |
| Guadalajara | 0 - 0 | Tigres   | Omnilife            | 9 de noviembre | 17:00 | Televisa SKY           |

| Morelia  | 1 - 2 | Guadalajara | Morelos                | 21 de noviembre | 19:30 | Azteca 7               |
| Tijuana  | 3 - 2 | León        | Caliente               | 21 de noviembre | 21:30 | Azteca 7               |
| Puebla   | 3 - 3 | Santos      | Cuauhtémoc             | 22 de noviembre | 17:00 | Azteca 13              |
| América  | 1 - 2 | Atlas       | Azteca                 | 22 de noviembre | 17:00 | Canal de las Estrellas |
| Tigres   | 2 - 1 | Toluca      | Universitario          | 22 de noviembre | 19:00 | Gala TV                |
| U. de G. | 1 - 1 | Cruz Azul   | Jalisco                | 22 de noviembre | 19:00 | ESPN 2                 |
| Pachuca  | 1 - 0 | Veracruz    | Hidalgo                | 22 de noviembre | 20:06 | FOX Sports             |
| Chiapas  | 2 - 1 | Querétaro   | Víctor Manuel Reyna    | 22 de noviembre | 21:00 | Gala TV                |
| UNAM     | 4 - 2 | Monterrey   | Olímpico Universitario | 23 de noviembre | 12:00 | Canal de las Estrellas |

## Tabla general
| Pos. | Equipo        | Pts. | PJ | G | E  | P  | GF | GC | Dif. | Clasificación                                                                 |
| ---- | ------------- | ---- | -- | - | -- | -- | -- | -- | ---- | ----------------------------------------------------------------------------- |
| 1    | América (C)   | 31   | 17 | 9 | 4  | 4  | 28 | 18 | +10  | Cuartos de final de la liguilla                                               |
| 2    | Tigres UANL   | 31   | 17 | 8 | 7  | 2  | 25 | 17 | +8   | Cuartos de final de la liguilla y fase de grupos de la Copa Libertadores 2015 |
| 3    | Atlas         | 31   | 17 | 9 | 4  | 4  | 22 | 20 | +2   | Cuartos de final de la liguilla y fase de grupos de la Copa Libertadores 2015 |
| 4    | Toluca        | 29   | 17 | 8 | 5  | 4  | 24 | 18 | +6   | Cuartos de final de la liguilla                                               |
| 5    | Chiapas       | 28   | 17 | 7 | 7  | 3  | 24 | 20 | +4   | Cuartos de final de la liguilla                                               |
| 6    | Monterrey     | 27   | 17 | 8 | 3  | 6  | 23 | 20 | +3   | Cuartos de final de la liguilla                                               |
| 7    | Pachuca       | 25   | 17 | 7 | 4  | 6  | 20 | 18 | +2   | Cuartos de final de la liguilla                                               |
| 8    | UNAM          | 24   | 17 | 6 | 6  | 5  | 24 | 20 | +4   | Cuartos de final de la liguilla                                               |
| 9    | Santos Laguna | 23   | 17 | 5 | 8  | 4  | 23 | 24 | −1   |                                                                               |
| 10   | León          | 22   | 17 | 7 | 1  | 9  | 29 | 27 | +2   |                                                                               |
| 11   | Tijuana       | 21   | 17 | 4 | 9  | 4  | 21 | 19 | +2   |                                                                               |
| 12   | Querétaro     | 21   | 17 | 6 | 3  | 8  | 23 | 22 | +1   |                                                                               |
| 13   | Cruz Azul     | 21   | 17 | 5 | 6  | 6  | 16 | 15 | +1   |                                                                               |
| 14   | Leones Negros | 17   | 17 | 3 | 8  | 6  | 10 | 16 | −6   |                                                                               |
| 15   | Puebla        | 16   | 17 | 2 | 10 | 5  | 15 | 21 | −6   |                                                                               |
| 16   | Guadalajara   | 16   | 17 | 3 | 7  | 7  | 13 | 20 | −7   |                                                                               |
| 17   | Veracruz      | 15   | 17 | 3 | 6  | 8  | 8  | 15 | −7   |                                                                               |
| 18   | Morelia       | 10   | 17 | 2 | 4  | 11 | 16 | 34 | −18  | Primera fase de la Copa Libertadores 2015                                     |

 Fuente: [cita requerida]
Notas:
1. ↑  El Morelia se clasificó a la Copa Libertadores 2015 como campeón de la Supercopa de México 2013-14.

## Evolución de la clasificación
| Equipo / Jornada | 01 | 02 | 03  | 04  | 05  | 06  | 07 | 08  | 09  | 10  | 11  | 12  | 13  | 14  | 15  | 16  | 17 |
| ---------------- | -- | -- | --- | --- | --- | --- | -- | --- | --- | --- | --- | --- | --- | --- | --- | --- | -- |
| América          | 3  | 2  | 1   | 1   | 1   | 1   | 1  | 1   | 1   | 1   | 1   | 1   | 1   | 1   | 1   | 1   | 1  |
| Tigres           | 10 | 3  | 5   | 7   | 9   | 6   | 9  | 9   | 7   | 5   | 5   | 5   | 4   | 4   | 3   | 3   | 2  |
| Atlas            | 12 | 4  | 2   | 2   | 2   | 3   | 3  | 4   | 2   | 3   | 3   | 2   | 3   | 2   | 4   | 4   | 3  |
| Toluca           | 11 | 13 | 8   | 9   | 5   | 8   | 7  | 5   | 3   | 4   | 4   | 4   | 2   | 3   | 2   | 2   | 4  |
| Chiapas          | 7  | 5  | 9   | 5   | 7   | 9   | 6  | 7   | 8   | 8   | 10  | 11  | 7   | 6   | 6   | 5   | 5  |
| Monterrey        | 2  | 1  | 3   | 4   | 3   | 2   | 2  | 2*  | 4*  | 2*  | 2*  | 3*  | 5*  | 5*  | 5*  | 6*  | 6  |
| Pachuca          | 5  | 10 | 13  | 6   | 11  | 7   | 5  | 6   | 9   | 9   | 6   | 6   | 6   | 7   | 7   | 8   | 7  |
| UNAM             | 1  | 9  | 12  | 15  | 16  | 16  | 12 | 13  | 11  | 10  | 9   | 10  | 11  | 13  | 12  | 11  | 8  |
| Santos           | 4  | 7  | 6   | 8   | 6   | 4   | 4  | 3   | 5   | 7   | 7   | 7   | 8   | 11  | 10  | 9   | 9  |
| León             | 13 | 17 | 11  | 14  | 8   | 12  | 15 | 16  | 13  | 16  | 16  | 13  | 13  | 10  | 8   | 7   | 10 |
| Tijuana          | 15 | 16 | 16  | 16  | 12  | 13  | 13 | 14  | 10  | 12  | 12  | 12  | 9   | 12  | 13  | 13  | 11 |
| Querétaro        | 18 | 11 | 4   | 3   | 4   | 5   | 8  | 8   | 6   | 6   | 8   | 9   | 12  | 9   | 11  | 10  | 12 |
| Cruz Azul        | 14 | 12 | 14  | 10  | 13  | 10  | 10 | 11  | 14  | 11  | 11  | 8   | 10  | 8   | 9   | 12  | 13 |
| U de G           | 17 | 18 | 18* | 18* | 18* | 17* | 17 | 17  | 17  | 17  | 17  | 17  | 16  | 16  | 16  | 14  | 14 |
| Puebla           | 6  | 8  | 10  | 13  | 14  | 15  | 11 | 12  | 12  | 14  | 14  | 14  | 15  | 15  | 15  | 15  | 15 |
| Guadalajara      | 8  | 6  | 7*  | 12* | 15* | 14* | 16 | 10* | 15* | 15* | 15* | 16* | 17* | 17* | 17* | 17* | 16 |
| Veracruz         | 16 | 14 | 15  | 11  | 10  | 11  | 14 | 15  | 16  | 13  | 13  | 15  | 14  | 14  | 14  | 16  | 17 |
| Morelia          | 9  | 15 | 17  | 17  | 17  | 18  | 18 | 18  | 18  | 18  | 18  | 18  | 18  | 18  | 18  | 18  | 18 |

## Tabla de Cocientes
| Posición | Equipo      | A12 | C13 | A13 | C14 | A14 | Puntos | Juegos | Cociente |
| -------- | ----------- | --- | --- | --- | --- | --- | ------ | ------ | -------- |
| 1        | América     | 31  | 32  | 37  | 25  | 31  | 156    | 85     | 1.8353   |
| 2        | Cruz Azul   | 26  | 29  | 29  | 36  | 21  | 141    | 85     | 1.6588   |
| 3        | Toluca      | 34  | 18  | 27  | 32  | 29  | 140    | 85     | 1.6471   |
| 4        | Tigres      | 21  | 35  | 25  | 21  | 31  | 133    | 85     | 1.5647   |
| 5        | Santos      | 23  | 29  | 33  | 25  | 23  | 133    | 85     | 1.5647   |
| 6        | León        | 33  | 16  | 30  | 23  | 22  | 124    | 85     | 1.4588   |
| 7        | Tijuana     | 34  | 21  | 21  | 24  | 21  | 121    | 85     | 1.4235   |
| 8        | Monterrey   | 23  | 23  | 20  | 23  | 27  | 116    | 85     | 1.3647   |
| 9        | Morelia     | 27  | 30  | 27  | 21  | 10  | 115    | 85     | 1.3529   |
| 10       | UNAM        | 23  | 29  | 11  | 25  | 24  | 112    | 85     | 1.3176   |
| 11       | Atlas       | 12  | 32  | 12  | 21  | 31  | 108    | 85     | 1.2702   |
| 12       | Chiapas     | 15  | 16  | 25  | 23  | 28  | 107    | 85     | 1.2588   |
| 13       | Pachuca     | 21  | 20  | 17  | 24  | 25  | 107    | 85     | 1.2588   |
| 14       | Querétaro   | 22  | 17  | 26  | 21  | 21  | 107    | 85     | 1.2588   |
| 15       | Guadalajara | 23  | 16  | 12  | 21  | 16  | 88     | 85     | 1.0352   |
| 16       | Puebla      | 13  | 19  | 19  | 18  | 16  | 85     | 85     | 1.0000   |
| 17       | U de G      | -   | -   | -   | -   | 17  | 17     | 17     | 1.0000   |
| 18       | Veracruz    | -   | -   | 20  | 16  | 15  | 51     | 51     | 1.0000   |

## Estadísticas

### Máximos goleadores
Lista con los máximos goleadores de la Liga BBVA Bancomer MX, * Datos según la página oficial de la Liga Bancomer MX.
| Posición | Jugador             | Equipo    | Goles | Goles Penal | Frecuencia |
| -------- | ------------------- | --------- | ----- | ----------- | ---------- |
| 1.º      | Mauro Boselli       | León      | 12    | 3           | 111.83     |
| 1.º      | Camilo Sanvezzo     | Querétaro | 12    | 3           | 125.83     |
| 3.º      | Dorlan Pabón        | Monterrey | 11    | 0           | 104.64     |
| 4.º      | Darío Benedetto     | Tijuana   | 9     | 0           | 144.22     |
| 4.º      | Ariel Nahuelpán     | Pachuca   | 9     | 2           | 113.00     |
| 6.º      | Oribe Peralta       | América   | 8     | 0           | 191.13     |
| 6.º      | Eduardo Herrera     | UNAM      | 8     | 2           | 138.13     |
| 6.º      | Pablo Velázquez     | Toluca    | 8     | 3           | 189.13     |
| 9.º      | Miguel Layún        | América   | 6     | 0           | 146.17     |
| 9.º      | Emiliano Armenteros | Jaguares  | 6     | 0           | 162.17     |
| 9.º      | Javier Orozco       | S. Laguna | 6     | 0           | 180.16     |
| 9.º      | Andrés Rentería     | S. Laguna | 6     | 0           | 205.66     |

- Actualizado el 23 de noviembre de 2014

### Hat-Tricks o más
| Jugador         | Equipo    | Adversario | Resultado | Cantidad           | Fecha            |
| --------------- | --------- | ---------- | --------- | ------------------ | ---------------- |
| Raúl Jiménez    | América   | Puebla     | 4-0       | 15' 62' (pen.) 75' | 2 de agosto      |
| Dorlan Pabón    | Monterrey | Cruz Azul  | 3-1       | 38' 66' 72'        | 16 de agosto     |
| Matías Alustiza | Pachuca   | Atlas      | 3-1       | 43' 49' 73' (pen.) | 23 de agosto     |
| Miguel Layún    | América   | Santos     | 4-1       | 40' 53' 59' 89'    | 26 de septiembre |

### Máximos asistentes
Lista con los máximos asistentes de la Liga BBVA Bancomer MX, * Datos según la página oficial de la competición. (Fuentes complementarias: ESPN)
| Posición | Jugador                | Equipo    | Asistencias | Minutos |
| -------- | ---------------------- | --------- | ----------- | ------- |
| 1.º      | Carlos Darwin Quintero | S. Laguna | 8           | 1458    |
| 2.º      | Lucas Lobos            | Toluca    | 6           | 1040    |
| 2.º      | Elías Hernández        | León      | 6           | 1376    |
| 4.º      | Daniel Ludueña         | UNAM      | 5           | 953     |
| 4.º      | Rubens Sambueza        | América   | 5           | 1001    |
| 4.º      | Michael Arroyo         | América   | 5           | 1139    |
| 4.º      | Franco Arizala         | Jaguares  | 5           | 1316    |
| 8.º      | Emiliano Armenteros    | Jaguares  | 4           | 973     |
| 8.º      | Joffre Guerrón         | UANL      | 4           | 1017    |
| 8.º      | Dorlan Pabón           | Monterrey | 4           | 1151    |
| 8.º      | Juan Arango            | Tijuana   | 4           | 1263    |
| 8.º      | Darío Benedetto        | Tijuana   | 4           | 1298    |
| 8.º      | Oribe Peralta          | América   | 4           | 1529    |

- Actualizado el 23 de noviembre de 2014

### Porteros menos goleados
| Posición | Jugador                | Equipo      | Minutos | Goles | Promedio |
| -------- | ---------------------- | ----------- | ------- | ----- | -------- |
| 1.º      | José de Jesús Corona   | Cruz Azul   | 1440    | 13    | 0.81     |
| 1.º      | Humberto Hernández     | U de G      | 1440    | 13    | 0.81     |
| 3.º      | Melitón Hernández      | Veracruz    | 1530    | 15    | 0.88     |
| 4.º      | Nahuel Guzmán          | Tigres      | 1530    | 17    | 1.00     |
| 5.º      | Alfredo Talavera       | Toluca      | 1440    | 17    | 1.06     |
| 5.º      | Moisés Muñoz           | América     | 1530    | 18    | 1.06     |
| 5.º      | Oscar Pérez            | Pachuca     | 1530    | 18    | 1.06     |
| 8.º      | Cirilo Saucedo         | Tijuana     | 1520    | 18    | 1.07     |
| 9.º      | José Antonio Rodríguez | Guadalajara | 1530    | 20    | 1.18     |
| 9.º      | Federico Vilar         | Atlas       | 1530    | 20    | 1.18     |

- Actualizado el 23 de noviembre de 2014

### Clasificación Juego Limpio
| Lugar                                | Club                                 | Tarjeta amarilla | Segunda tarjeta amarilla y expulsión · Segunda tarjeta amarilla y expulsión | Tarjeta roja directa | Puntos   |
| ------------------------------------ | ------------------------------------ | ---------------- | --------------------------------------------------------------------------- | -------------------- | -------- |
| 1                                    | Tigres                               | 35               | 2                                                                           | 0                    | 41       |
| 2                                    | U de G                               | 35               | 1                                                                           | 1                    | 41       |
| 3                                    | Atlas                                | 33               | 2                                                                           | 1                    | 42       |
| 4                                    | Toluca                               | 36               | 1                                                                           | 1                    | 42       |
| 5                                    | Chiapas                              | 36               | 0                                                                           | 2                    | 42       |
| 6                                    | Veracruz                             | 34               | 1                                                                           | 2                    | 43       |
| 7                                    | Tijuana                              | 40               | 1                                                                           | 0                    | 43       |
| 8                                    | Pachuca                              | 29               | 4                                                                           | 1                    | 44       |
| 9                                    | UNAM                                 | 38               | 1                                                                           | 1                    | 44       |
| 10                                   | Santos                               | 36               | 3                                                                           | 0                    | 45       |
| 11                                   | Monterrey                            | 43               | 0                                                                           | 1                    | 46       |
| 12                                   | Puebla                               | 38               | 1                                                                           | 2                    | 47       |
| 13                                   | Cruz Azul                            | 33               | 2                                                                           | 3                    | 48       |
| 14                                   | Guadalajara                          | 34               | 2                                                                           | 3                    | 49       |
| 15                                   | Morelia                              | 46               | 1                                                                           | 1                    | 52       |
| 16                                   | Querétaro                            | 36               | 4                                                                           | 2                    | 54       |
| 17                                   | León                                 | 37               | 5                                                                           | 1                    | 55       |
| 18                                   | América                              | 54               | 1                                                                           | 0                    | 57       |
| Primera Tarjeta Amarilla             | Primera Tarjeta Amarilla             | 1 punto          | 1 punto                                                                     | 1 punto              | 1 punto  |
| Segunda Tarjeta Amarilla y Expulsión | Segunda Tarjeta Amarilla y Expulsión | 3 puntos         | 3 puntos                                                                    | 3 puntos             | 3 puntos |
| Tarjeta Roja Directa                 | Tarjeta Roja Directa                 | 3 puntos         | 3 puntos                                                                    | 3 puntos             | 3 puntos |

## Liguilla
|  | Cuartos de final                                                         | Cuartos de final                                                         | Cuartos de final                                                         | Cuartos de final                                                         | Cuartos de final                                                         |   |   | Semifinales                                                  | Semifinales                                                  | Semifinales                                                  | Semifinales                                                  | Semifinales                                                  |  |   | Final                                                          | Final                                                          | Final                                                          | Final                                                          | Final                                                          |  |
|  | 26 y 27 de noviembre de 2014 (ida) 29 y 30 de noviembre de 2014 (vuelta) | 26 y 27 de noviembre de 2014 (ida) 29 y 30 de noviembre de 2014 (vuelta) | 26 y 27 de noviembre de 2014 (ida) 29 y 30 de noviembre de 2014 (vuelta) | 26 y 27 de noviembre de 2014 (ida) 29 y 30 de noviembre de 2014 (vuelta) | 26 y 27 de noviembre de 2014 (ida) 29 y 30 de noviembre de 2014 (vuelta) |   |   | 4 de diciembre de 2014 (ida) 7 de diciembre de 2014 (vuelta) | 4 de diciembre de 2014 (ida) 7 de diciembre de 2014 (vuelta) | 4 de diciembre de 2014 (ida) 7 de diciembre de 2014 (vuelta) | 4 de diciembre de 2014 (ida) 7 de diciembre de 2014 (vuelta) | 4 de diciembre de 2014 (ida) 7 de diciembre de 2014 (vuelta) |  |   | 11 de diciembre de 2014 (ida) 14 de diciembre de 2014 (vuelta) | 11 de diciembre de 2014 (ida) 14 de diciembre de 2014 (vuelta) | 11 de diciembre de 2014 (ida) 14 de diciembre de 2014 (vuelta) | 11 de diciembre de 2014 (ida) 14 de diciembre de 2014 (vuelta) | 11 de diciembre de 2014 (ida) 14 de diciembre de 2014 (vuelta) |  |
|  |                                                                          |                                                                          |                                                                          |                                                                          |                                                                          |   |   |                                                              |                                                              |                                                              |                                                              |                                                              |  |   |                                                                |                                                                |                                                                |                                                                |                                                                |  |
|  |                                                                          |                                                                          |                                                                          |                                                                          |                                                                          |   |   |                                                              |                                                              |                                                              |                                                              |                                                              |  |   |                                                                |                                                                |                                                                |                                                                |                                                                |  |
|  | 1                                                                        | América (*)                                                              | 0                                                                        | 1                                                                        | 1                                                                        |   |   |                                                              |                                                              |                                                              |                                                              |                                                              |  |   |                                                                |                                                                |                                                                |                                                                |                                                                |  |
|  | 1                                                                        | América (*)                                                              | 0                                                                        | 1                                                                        | 1                                                                        |   |   |                                                              |                                                              |                                                              |                                                              |                                                              |  |   |                                                                |                                                                |                                                                |                                                                |                                                                |  |
|  | 8                                                                        | UNAM                                                                     | 1                                                                        | 0                                                                        | 1                                                                        |   |   |                                                              |                                                              |                                                              |                                                              |                                                              |  |   |                                                                |                                                                |                                                                |                                                                |                                                                |  |
|  | 8                                                                        | UNAM                                                                     | 1                                                                        | 0                                                                        | 1                                                                        |   | 1 | América                                                      | 3                                                            | 0                                                            | 3                                                            |                                                              |  |   |                                                                |                                                                |                                                                |                                                                |                                                                |  |
|  |                                                                          |                                                                          |                                                                          |                                                                          |                                                                          |   | 1 | América                                                      | 3                                                            | 0                                                            | 3                                                            |                                                              |  |   |                                                                |                                                                |                                                                |                                                                |                                                                |  |
|  |                                                                          |                                                                          | 6                                                                        | Monterrey                                                                | 0                                                                        | 0 | 0 |                                                              |                                                              |                                                              |                                                              |                                                              |  |   |                                                                |                                                                |                                                                |                                                                |                                                                |  |
|  | 3                                                                        | Atlas                                                                    | 6                                                                        | Monterrey                                                                | 0                                                                        | 0 | 0 | 1                                                            | 0                                                            | 1                                                            |                                                              |                                                              |  |   |                                                                |                                                                |                                                                |                                                                |                                                                |  |
|  | 3                                                                        | Atlas                                                                    |                                                                          |                                                                          |                                                                          |   |   |                                                              |                                                              | 1                                                            |                                                              |                                                              |  |   |                                                                |                                                                |                                                                |                                                                |                                                                |  |
|  | 6                                                                        | Monterrey                                                                | 0                                                                        | 2                                                                        | 2                                                                        |   |   |                                                              |                                                              |                                                              |                                                              |                                                              |  |   |                                                                |                                                                |                                                                |                                                                |                                                                |  |
|  | 6                                                                        | Monterrey                                                                | 0                                                                        | 2                                                                        | 2                                                                        |   |   |                                                              |                                                              |                                                              |                                                              |                                                              |  | 1 | América                                                        | 0                                                              | 3                                                              | 3                                                              |                                                                |  |
|  |                                                                          |                                                                          |                                                                          |                                                                          |                                                                          |   |   |                                                              |                                                              |                                                              |                                                              |                                                              |  | 1 | América                                                        | 0                                                              | 3                                                              | 3                                                              |                                                                |  |
|  |                                                                          |                                                                          | 2                                                                        | Tigres                                                                   | 1                                                                        | 0 | 1 |                                                              |                                                              |                                                              |                                                              |                                                              |  |   |                                                                |                                                                |                                                                |                                                                |                                                                |  |
|  | 2                                                                        | Tigres (*)                                                               | 2                                                                        | Tigres                                                                   | 1                                                                        | 0 | 1 | 1                                                            | 1                                                            | 2                                                            |                                                              |                                                              |  |   |                                                                |                                                                |                                                                |                                                                |                                                                |  |
|  | 2                                                                        | Tigres (*)                                                               |                                                                          |                                                                          |                                                                          |   |   |                                                              |                                                              | 2                                                            |                                                              |                                                              |  |   |                                                                |                                                                |                                                                |                                                                |                                                                |  |
|  | 7                                                                        | Pachuca                                                                  | 1                                                                        | 1                                                                        | 2                                                                        |   |   |                                                              |                                                              |                                                              |                                                              |                                                              |  |   |                                                                |                                                                |                                                                |                                                                |                                                                |  |
|  | 7                                                                        | Pachuca                                                                  | 1                                                                        | 1                                                                        | 2                                                                        |   | 2 | Tigres (*)                                                   | 0                                                            | 0                                                            | 0                                                            |                                                              |  |   |                                                                |                                                                |                                                                |                                                                |                                                                |  |
|  |                                                                          |                                                                          |                                                                          |                                                                          |                                                                          |   | 2 | Tigres (*)                                                   | 0                                                            | 0                                                            | 0                                                            |                                                              |  |   |                                                                |                                                                |                                                                |                                                                |                                                                |  |
|  |                                                                          |                                                                          | 4                                                                        | Toluca                                                                   | 0                                                                        | 0 | 0 |                                                              |                                                              |                                                              |                                                              |                                                              |  |   |                                                                |                                                                |                                                                |                                                                |                                                                |  |
|  | 4                                                                        | Toluca (*)                                                               | 4                                                                        | Toluca                                                                   | 0                                                                        | 0 | 0 | 1                                                            | 1                                                            | 2                                                            |                                                              |                                                              |  |   |                                                                |                                                                |                                                                |                                                                |                                                                |  |
|  | 4                                                                        | Toluca (*)                                                               |                                                                          |                                                                          |                                                                          |   |   |                                                              |                                                              | 2                                                            |                                                              |                                                              |  |   |                                                                |                                                                |                                                                |                                                                |                                                                |  |
|  | 5                                                                        | Chiapas                                                                  | 1                                                                        | 1                                                                        | 2                                                                        |   |   |                                                              |                                                              |                                                              |                                                              |                                                              |  |   |                                                                |                                                                |                                                                |                                                                |                                                                |  |
|  | 5                                                                        | Chiapas                                                                  | 1                                                                        | 1                                                                        | 2                                                                        |   |   |                                                              |                                                              |                                                              |                                                              |                                                              |  |   |                                                                |                                                                |                                                                |                                                                |                                                                |  |
|  |                                                                          |                                                                          |                                                                          |                                                                          |                                                                          |   |   |                                                              |                                                              |                                                              |                                                              |                                                              |  |   |                                                                |                                                                |                                                                |                                                                |                                                                |  |

- América y Tigres clasifican a la Concacaf Liga Campeones 2015-16

## Cuartos de final

### América-UNAM
| 26 de noviembre de 2014 - 22:00 | UNAM                | 1:0 (0:0) | América | Olímpico Universitario, México, D.F.                                  |                                                                       |
|                                 | Eduardo Herrera 78' | Reporte   |         | Asistencia: 42 312 espectadores Árbitro(s): Fernando Guerrero Ramírez | Asistencia: 42 312 espectadores Árbitro(s): Fernando Guerrero Ramírez |

| 29 de noviembre de 2014 - 17:00                                    | América         | 1:0 (0:0) | UNAM | Estadio Azteca, México, D.F. |  |
|                                                                    | Paolo Goltz 79' |           |      |                              |  |
| América avanzó a Semifinales por mejor posición en la tabla (1-1). |                 |           |      |                              |  |

### Tigres-Pachuca
| 26 de noviembre de 2014 - 20:06 | Pachuca                 | 1:1 (0:0) | Tigres                     | Estadio Hidalgo, Pachuca                                        |                                                                 |
|                                 | Hugo Ayala 90+2' (a.g.) | Reporte   | Rodrigo Salinas 48' (a.g.) | Asistencia: 21 296 espectadores Árbitro(s): Miguel Ángel Chacón | Asistencia: 21 296 espectadores Árbitro(s): Miguel Ángel Chacón |

| 29 de noviembre de 2014 - 19:00                                   | Tigres         | 1:1 (1:1) | Pachuca             | Estadio Universitario, San Nicolás de los Garza |  |
|                                                                   | Hugo Ayala 37' |           | Ariel Nahuelpán 22' |                                                 |  |
| Tigres avanzó a semifinales por mejor posición en la tabla (2-2). |                |           |                     |                                                 |  |

### Atlas-Monterrey
| 27 de noviembre de 2014 - 19:00 | Monterrey | 0:1 (0:1) | Atlas              | Estadio Tecnológico, Monterrey     |                                    |
|                                 |           | Reporte   | Luis Caballero 34' | Árbitro(s): Luis Enrique Santander | Árbitro(s): Luis Enrique Santander |

| 30 de noviembre de 2014 - 18:00       | Atlas | 0:2 (0:1) | Monterrey                                     | Estadio Jalisco, Guadalajara       |                                    |
|                                       |       | Reporte   | Dorlan Pabón 37' (pen.) · Cándido Ramírez 70' | Árbitro(s): Luis Enrique Santander | Árbitro(s): Luis Enrique Santander |
| Monterrey avanzó a semifinales (1-2). |       |           |                                               |                                    |                                    |

### Toluca-Chiapas
| 27 de noviembre de 2014 - 21:00 | Chiapas                 | 1:1 (0:1) | Toluca              | Víctor Manuel Reyna, Tuxtla Gutiérrez |  |
|                                 | Emiliano Armenteros 70' |           | Jerónimo Amione 43' |                                       |  |

| 30 de noviembre de 2014 - 12:00                                   | Toluca              | 1:1 (1:1) | Chiapas         | Nemesio Díez, Toluca |  |
|                                                                   | Pablo Velázquez 15' |           | De la Torre 21' |                      |  |
| Toluca avanzó a semifinales por mejor posición en la tabla (2-2). |                     |           |                 |                      |  |

## Semifinales

### América-Monterrey
| 4 de diciembre de 2014 - 21:00 | Monterrey | 0:3 (0:2) | América                                                | Estadio Tecnológico, Monterrey                                |                                                               |
|                                |           | Reporte   | Luis Ángel Mendoza 32' 82' · Efraín Velarde 36' (a.g.) | Asistencia: 30 417 espectadores Árbitro(s): Fernando Guerrero | Asistencia: 30 417 espectadores Árbitro(s): Fernando Guerrero |

| 7 de diciembre de 2014 - 18:00                                | América | 0:0     | Monterrey | Estadio Azteca, México, D. F.                             |                                                           |
|                                                               |         | Reporte |           | Asistencia: 52842 espectadores Árbitro(s): Roberto García | Asistencia: 52842 espectadores Árbitro(s): Roberto García |
| América avanza a la final con un marcador de 3:0 en el global |         |         |           |                                                           |                                                           |

### Tigres-Toluca
| 4 de diciembre de 2014 - 19:00 | Toluca | 0:0     | Tigres | Nemesio Díez, Toluca                                               |                                                                    |
|                                |        | Reporte |        | Asistencia: 16 483 espectadores Árbitro(s): César Ramos Palazuelos | Asistencia: 16 483 espectadores Árbitro(s): César Ramos Palazuelos |

| 7 de diciembre de 2014 - 16:00                               | Tigres | 0:0     | Toluca | Estadio Universitario, San Nicolás de los Garza            |                                                            |
|                                                              |        | Reporte |        | Asistencia: 41010 espectadores Árbitro(s): Paúl Delgadillo | Asistencia: 41010 espectadores Árbitro(s): Paúl Delgadillo |
| Tigres avanza a la final por mejor posición en la tabla(0:0) |        |         |        |                                                            |                                                            |

## Final

### América-Tigres
| 11 de diciembre de 2014 - 20:30 | Tigres             | 1:0 (0:0) | América | Estadio Universitario, San Nicolás de los Garza, Nuevo León       |                                                                   |
|                                 | Joffre Guerrón 63' | Reporte   |         | Asistencia: 41,603 espectadores Árbitro(s): Roberto García Orozco | Asistencia: 41,603 espectadores Árbitro(s): Roberto García Orozco |

| 14 de diciembre de 2014 - 18:00                                        | América                                                    | 3:0 (1:0) | Tigres | Estadio Azteca, México, D.F.                                             |                                                                          |
|                                                                        | Michael Arroyo 35' · Pablo Aguilar 61' · Oribe Peralta 77' | Reporte   |        | Asistencia: 86,733 espectadores Árbitro(s): Paul Enrique Delgadillo Haro | Asistencia: 86,733 espectadores Árbitro(s): Paul Enrique Delgadillo Haro |
| América es campeón del Torneo Apertura 2014 Por marcador global de 3-1 |                                                            |           |        |                                                                          |                                                                          |

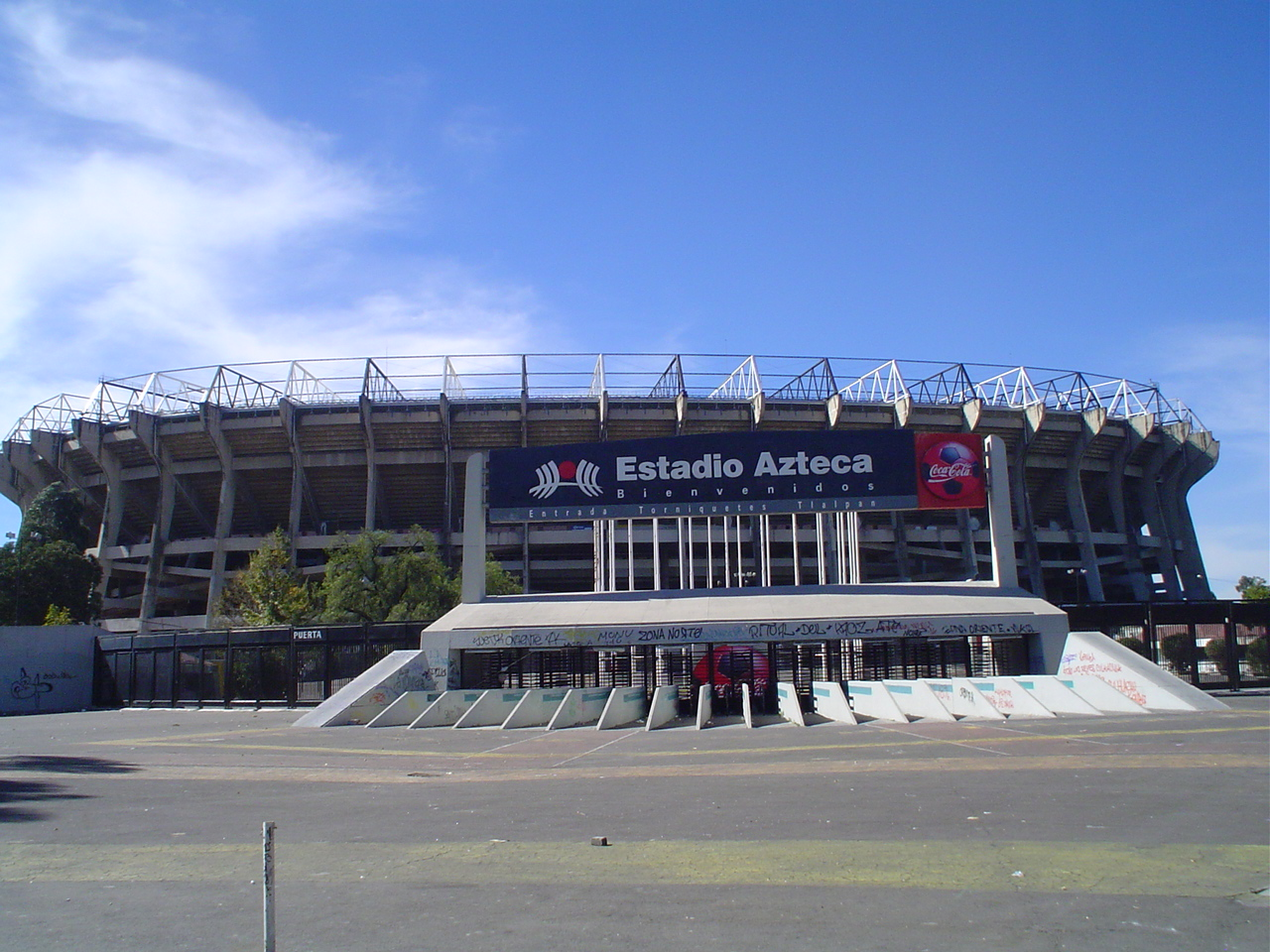
El Estadio Azteca, fue sede de la final de vuelta

#### Final - Ida
| 1     | POR   | Nahuel Guzmán       |     |
| 24    | DEF   | José Rivas          |     |
| 4     | DEF   | Hugo Ayala          |     |
| 6     | DEF   | Jorge Torres Nilo   |     |
| 14    | DEF   | Iván Estrada        | 86' |
| 5     | MED   | Egidio Arévalo Ríos |     |
| 18    | MED   | José Torres         |     |
| 29    | MED   | Jesús Dueñas        |     |
| 8     | DEL   | Joffre Guerrón      |     |
| 11    | DEL   | Damián Álvarez      |     |
| 23    | DEL   | Edgar Lugo          | 88' |
| D. T. | D. T. | Ricardo Ferretti    |     |

| 23    | POR   | Moisés Muñoz     |     |
| 12    | DEF   | Pablo Aguilar    |     |
| 2     | DEF   | Paolo Goltz      |     |
| 15    | DEF   | Osmar Mares      |     |
| 17    | DEF   | Ventura Alvarado |     |
| 5     | MED   | Jesús Molina     |     |
| 10    | MED   | Osvaldo Martínez | 58' |
| 19    | MED   | Miguel Layún     | 71' |
| 7     | MED   | Luis Mendoza     |     |
| 18    | DEL   | Luis Gabriel Rey | 75' |
| 24    | DEL   | Oribe Peralta    |     |
| D. T. | D. T. | Antonio Mohamed  |     |

| 19 | Centrocampista | Guido Pizarro  | 86' |
| 10 | Centrocampista | Hernán Burbano | 88' |

| 21 | Defensa        | José Guerrero   | 58' |
| 11 | Delantero      | Michael Arroyo  | 72' |
| 14 | Centrocampista | Rubens Sambueza | 75' |

| 63' | Joffre Guerrón | 1:0 |

| 40' · 54' | Jesús Dueñas Joffre Guerrón |

| 27' · 33' · 39' · 67' · 76' · 90' · 90' | Oribe Peralta Osvaldo Martínez Jesús Molina Pablo Aguilar José Guerrero Paolo Goltz Rubens Sambueza |

| Principal  | Roberto García Orozco    |
| Asistentes | Marvin César Torrentera  |
|            | Héctor Manuel Delgadillo |
| Cuarto     | César Arturo Ramos       |

|                    |     |     |
| Tiros              | 8   | 8   |
| Tiros a puerta     | 6   | 2   |
| Faltas             | 15  | 21  |
| Saques de esquina  | 1   | 8   |
| Penaltis           | 0   | 0   |
| Fueras de juego    | 2   | 1   |
| Posesión del balón | 58% | 42% |

| Alineación inicial |

| 1     | POR   | Nahuel Guzmán       |     |
| 24    | DEF   | José Rivas          |     |
| 4     | DEF   | Hugo Ayala          |     |
| 6     | DEF   | Jorge Torres Nilo   |     |
| 14    | DEF   | Iván Estrada        | 86' |
| 5     | MED   | Egidio Arévalo Ríos |     |
| 18    | MED   | José Torres         |     |
| 29    | MED   | Jesús Dueñas        |     |
| 8     | DEL   | Joffre Guerrón      |     |
| 11    | DEL   | Damián Álvarez      |     |
| 23    | DEL   | Edgar Lugo          | 88' |
| D. T. | D. T. | Ricardo Ferretti    |     |

| 23    | POR   | Moisés Muñoz     |     |
| 12    | DEF   | Pablo Aguilar    |     |
| 2     | DEF   | Paolo Goltz      |     |
| 15    | DEF   | Osmar Mares      |     |
| 17    | DEF   | Ventura Alvarado |     |
| 5     | MED   | Jesús Molina     |     |
| 10    | MED   | Osvaldo Martínez | 58' |
| 19    | MED   | Miguel Layún     | 71' |
| 7     | MED   | Luis Mendoza     |     |
| 18    | DEL   | Luis Gabriel Rey | 75' |
| 24    | DEL   | Oribe Peralta    |     |
| D. T. | D. T. | Antonio Mohamed  |     |

| 19 | Centrocampista | Guido Pizarro  | 86' |
| 10 | Centrocampista | Hernán Burbano | 88' |

| 21 | Defensa        | José Guerrero   | 58' |
| 11 | Delantero      | Michael Arroyo  | 72' |
| 14 | Centrocampista | Rubens Sambueza | 75' |

| 63' | Joffre Guerrón | 1:0 |

| 40' · 54' | Jesús Dueñas Joffre Guerrón |

| 27' · 33' · 39' · 67' · 76' · 90' · 90' | Oribe Peralta Osvaldo Martínez Jesús Molina Pablo Aguilar José Guerrero Paolo Goltz Rubens Sambueza |

| Principal  | Roberto García Orozco    |
| Asistentes | Marvin César Torrentera  |
|            | Héctor Manuel Delgadillo |
| Cuarto     | César Arturo Ramos       |

|                    |     |     |
| Tiros              | 8   | 8   |
| Tiros a puerta     | 6   | 2   |
| Faltas             | 15  | 21  |
| Saques de esquina  | 1   | 8   |
| Penaltis           | 0   | 0   |
| Fueras de juego    | 2   | 1   |
| Posesión del balón | 58% | 42% |

| Alineación inicial |

| 1     | POR   | Nahuel Guzmán       |     |
| 24    | DEF   | José Rivas          |     |
| 4     | DEF   | Hugo Ayala          |     |
| 6     | DEF   | Jorge Torres Nilo   |     |
| 14    | DEF   | Iván Estrada        | 86' |
| 5     | MED   | Egidio Arévalo Ríos |     |
| 18    | MED   | José Torres         |     |
| 29    | MED   | Jesús Dueñas        |     |
| 8     | DEL   | Joffre Guerrón      |     |
| 11    | DEL   | Damián Álvarez      |     |
| 23    | DEL   | Edgar Lugo          | 88' |
| D. T. | D. T. | Ricardo Ferretti    |     |

| 23    | POR   | Moisés Muñoz     |     |
| 12    | DEF   | Pablo Aguilar    |     |
| 2     | DEF   | Paolo Goltz      |     |
| 15    | DEF   | Osmar Mares      |     |
| 17    | DEF   | Ventura Alvarado |     |
| 5     | MED   | Jesús Molina     |     |
| 10    | MED   | Osvaldo Martínez | 58' |
| 19    | MED   | Miguel Layún     | 71' |
| 7     | MED   | Luis Mendoza     |     |
| 18    | DEL   | Luis Gabriel Rey | 75' |
| 24    | DEL   | Oribe Peralta    |     |
| D. T. | D. T. | Antonio Mohamed  |     |

| 19 | Centrocampista | Guido Pizarro  | 86' |
| 10 | Centrocampista | Hernán Burbano | 88' |

| 21 | Defensa        | José Guerrero   | 58' |
| 11 | Delantero      | Michael Arroyo  | 72' |
| 14 | Centrocampista | Rubens Sambueza | 75' |

| 63' | Joffre Guerrón | 1:0 |

| 40' · 54' | Jesús Dueñas Joffre Guerrón |

| 27' · 33' · 39' · 67' · 76' · 90' · 90' | Oribe Peralta Osvaldo Martínez Jesús Molina Pablo Aguilar José Guerrero Paolo Goltz Rubens Sambueza |

| Principal  | Roberto García Orozco    |
| Asistentes | Marvin César Torrentera  |
|            | Héctor Manuel Delgadillo |
| Cuarto     | César Arturo Ramos       |

|                    |     |     |
| Tiros              | 8   | 8   |
| Tiros a puerta     | 6   | 2   |
| Faltas             | 15  | 21  |
| Saques de esquina  | 1   | 8   |
| Penaltis           | 0   | 0   |
| Fueras de juego    | 2   | 1   |
| Posesión del balón | 58% | 42% |

| Alineación inicial |

| 1     | POR   | Nahuel Guzmán       |     |
| 24    | DEF   | José Rivas          |     |
| 4     | DEF   | Hugo Ayala          |     |
| 6     | DEF   | Jorge Torres Nilo   |     |
| 14    | DEF   | Iván Estrada        | 86' |
| 5     | MED   | Egidio Arévalo Ríos |     |
| 18    | MED   | José Torres         |     |
| 29    | MED   | Jesús Dueñas        |     |
| 8     | DEL   | Joffre Guerrón      |     |
| 11    | DEL   | Damián Álvarez      |     |
| 23    | DEL   | Edgar Lugo          | 88' |
| D. T. | D. T. | Ricardo Ferretti    |     |

| 23    | POR   | Moisés Muñoz     |     |
| 12    | DEF   | Pablo Aguilar    |     |
| 2     | DEF   | Paolo Goltz      |     |
| 15    | DEF   | Osmar Mares      |     |
| 17    | DEF   | Ventura Alvarado |     |
| 5     | MED   | Jesús Molina     |     |
| 10    | MED   | Osvaldo Martínez | 58' |
| 19    | MED   | Miguel Layún     | 71' |
| 7     | MED   | Luis Mendoza     |     |
| 18    | DEL   | Luis Gabriel Rey | 75' |
| 24    | DEL   | Oribe Peralta    |     |
| D. T. | D. T. | Antonio Mohamed  |     |

| 19 | Centrocampista | Guido Pizarro  | 86' |
| 10 | Centrocampista | Hernán Burbano | 88' |

| 21 | Defensa        | José Guerrero   | 58' |
| 11 | Delantero      | Michael Arroyo  | 72' |
| 14 | Centrocampista | Rubens Sambueza | 75' |

| 63' | Joffre Guerrón | 1:0 |

| 40' · 54' | Jesús Dueñas Joffre Guerrón |

| 27' · 33' · 39' · 67' · 76' · 90' · 90' | Oribe Peralta Osvaldo Martínez Jesús Molina Pablo Aguilar José Guerrero Paolo Goltz Rubens Sambueza |

| Principal  | Roberto García Orozco    |
| Asistentes | Marvin César Torrentera  |
|            | Héctor Manuel Delgadillo |
| Cuarto     | César Arturo Ramos       |

|                    |     |     |
| Tiros              | 8   | 8   |
| Tiros a puerta     | 6   | 2   |
| Faltas             | 15  | 21  |
| Saques de esquina  | 1   | 8   |
| Penaltis           | 0   | 0   |
| Fueras de juego    | 2   | 1   |
| Posesión del balón | 58% | 42% |

| Alineación inicial |

#### Final - Vuelta
| 23    | POR   | Moisés Muñoz     |     |
| 12    | DEF   | Pablo Aguilar    |     |
| 2     | DEF   | Paolo Goltz      |     |
| 15    | DEF   | Osmar Mares      |     |
| 17    | DEF   | Ventura Alvarado | 83' |
| 5     | MED   | Jesús Molina     |     |
| 14    | MED   | Rubens Sambueza  | 72' |
| 11    | MED   | Michael Arroyo   |     |
| 19    | MED   | Miguel Layún     |     |
| 24    | DEL   | Oribe Peralta    |     |
| 28    | DEL   | Martín Zúñiga    |     |
| D. T. | D. T. | Antonio Mohamed  |     |

| 1     | POR   | Nahuel Guzmán         |     |
| 6     | DEF   | Jorge Torres Nilo     |     |
| 4     | DEF   | Hugo Ayala            |     |
| 24    | DEF   | José Rivas            |     |
| 29    | DEF   | Jesús Dueñas          |     |
| 18    | MED   | José Francisco Torres | 63' |
| 19    | MED   | Guido Pizarro         |     |
| 5     | MED   | Egidio Arévalo Ríos   |     |
| 23    | MED   | Gerardo Lugo          | 45' |
| 8     | DEL   | Joffre Guerrón        | 74' |
| 11    | DEL   | Damián Álvarez        |     |
| D. T. | D. T. | Ricardo Ferretti      |     |

| 6  | Defensa        | Juan Carlos Valenzuela | 74' |
| 7  | Centrocampista | Luis Ángel Mendoza     | 72' |
| 10 | Centrocampista | Osvaldo Martínez       | 83' |

| 33 | Delantero      | Emmanuel Villa       | 45' |
| 10 | Centrocampista | Hernán Darío Burbano | 63' |
| 22 | Guardameta     | Enrique Palos        | 74' |

| 36' · 61' · 78' | Michael Arroyo Pablo Aguilar Oribe Peralta | 1:0 2:0 3:0 |

| 11' · 45' | Rubens Sambueza Paolo Goltz |

| 3' · 26' · 35' · 60' · 77' | Jorge Torres Nilo Jesús Dueñas Nahuel Guzmán Plantilla:Nandera José Rivas Emmanuel Villa |

| 79' · | Luis Ángel Mendoza |

| 63' · 67' · 71' | Hernán Darío Burbano Damián Álvarez Nahuel Guzmán |

| Principal  | Paul Enrique Delgadillo Haro |
| Asistentes | José Luis Camargo Callado    |
|            | Jesús Sevilla Palafox        |
| Cuarto     | Fernando Guerrero Ramírez    |

|                    |     |     |
| Tiros              | 11  | 2   |
| Tiros a puerta     | 1   | 1   |
| Faltas             | 17  | 14  |
| Saques de esquina  | 6   | 4   |
| Penaltis           | -   | -   |
| Fueras de juego    | 0   | 3   |
| Posesión del balón | 59% | 41% |

| Alineación inicial |

| 23    | POR   | Moisés Muñoz     |     |
| 12    | DEF   | Pablo Aguilar    |     |
| 2     | DEF   | Paolo Goltz      |     |
| 15    | DEF   | Osmar Mares      |     |
| 17    | DEF   | Ventura Alvarado | 83' |
| 5     | MED   | Jesús Molina     |     |
| 14    | MED   | Rubens Sambueza  | 72' |
| 11    | MED   | Michael Arroyo   |     |
| 19    | MED   | Miguel Layún     |     |
| 24    | DEL   | Oribe Peralta    |     |
| 28    | DEL   | Martín Zúñiga    |     |
| D. T. | D. T. | Antonio Mohamed  |     |

| 1     | POR   | Nahuel Guzmán         |     |
| 6     | DEF   | Jorge Torres Nilo     |     |
| 4     | DEF   | Hugo Ayala            |     |
| 24    | DEF   | José Rivas            |     |
| 29    | DEF   | Jesús Dueñas          |     |
| 18    | MED   | José Francisco Torres | 63' |
| 19    | MED   | Guido Pizarro         |     |
| 5     | MED   | Egidio Arévalo Ríos   |     |
| 23    | MED   | Gerardo Lugo          | 45' |
| 8     | DEL   | Joffre Guerrón        | 74' |
| 11    | DEL   | Damián Álvarez        |     |
| D. T. | D. T. | Ricardo Ferretti      |     |

| 6  | Defensa        | Juan Carlos Valenzuela | 74' |
| 7  | Centrocampista | Luis Ángel Mendoza     | 72' |
| 10 | Centrocampista | Osvaldo Martínez       | 83' |

| 33 | Delantero      | Emmanuel Villa       | 45' |
| 10 | Centrocampista | Hernán Darío Burbano | 63' |
| 22 | Guardameta     | Enrique Palos        | 74' |

| 36' · 61' · 78' | Michael Arroyo Pablo Aguilar Oribe Peralta | 1:0 2:0 3:0 |

| 11' · 45' | Rubens Sambueza Paolo Goltz |

| 3' · 26' · 35' · 60' · 77' | Jorge Torres Nilo Jesús Dueñas Nahuel Guzmán Plantilla:Nandera José Rivas Emmanuel Villa |

| 79' · | Luis Ángel Mendoza |

| 63' · 67' · 71' | Hernán Darío Burbano Damián Álvarez Nahuel Guzmán |

| Principal  | Paul Enrique Delgadillo Haro |
| Asistentes | José Luis Camargo Callado    |
|            | Jesús Sevilla Palafox        |
| Cuarto     | Fernando Guerrero Ramírez    |

|                    |     |     |
| Tiros              | 11  | 2   |
| Tiros a puerta     | 1   | 1   |
| Faltas             | 17  | 14  |
| Saques de esquina  | 6   | 4   |
| Penaltis           | -   | -   |
| Fueras de juego    | 0   | 3   |
| Posesión del balón | 59% | 41% |

| Alineación inicial |

| 23    | POR   | Moisés Muñoz     |     |
| 12    | DEF   | Pablo Aguilar    |     |
| 2     | DEF   | Paolo Goltz      |     |
| 15    | DEF   | Osmar Mares      |     |
| 17    | DEF   | Ventura Alvarado | 83' |
| 5     | MED   | Jesús Molina     |     |
| 14    | MED   | Rubens Sambueza  | 72' |
| 11    | MED   | Michael Arroyo   |     |
| 19    | MED   | Miguel Layún     |     |
| 24    | DEL   | Oribe Peralta    |     |
| 28    | DEL   | Martín Zúñiga    |     |
| D. T. | D. T. | Antonio Mohamed  |     |

| 1     | POR   | Nahuel Guzmán         |     |
| 6     | DEF   | Jorge Torres Nilo     |     |
| 4     | DEF   | Hugo Ayala            |     |
| 24    | DEF   | José Rivas            |     |
| 29    | DEF   | Jesús Dueñas          |     |
| 18    | MED   | José Francisco Torres | 63' |
| 19    | MED   | Guido Pizarro         |     |
| 5     | MED   | Egidio Arévalo Ríos   |     |
| 23    | MED   | Gerardo Lugo          | 45' |
| 8     | DEL   | Joffre Guerrón        | 74' |
| 11    | DEL   | Damián Álvarez        |     |
| D. T. | D. T. | Ricardo Ferretti      |     |

| 6  | Defensa        | Juan Carlos Valenzuela | 74' |
| 7  | Centrocampista | Luis Ángel Mendoza     | 72' |
| 10 | Centrocampista | Osvaldo Martínez       | 83' |

| 33 | Delantero      | Emmanuel Villa       | 45' |
| 10 | Centrocampista | Hernán Darío Burbano | 63' |
| 22 | Guardameta     | Enrique Palos        | 74' |

| 36' · 61' · 78' | Michael Arroyo Pablo Aguilar Oribe Peralta | 1:0 2:0 3:0 |

| 11' · 45' | Rubens Sambueza Paolo Goltz |

| 3' · 26' · 35' · 60' · 77' | Jorge Torres Nilo Jesús Dueñas Nahuel Guzmán Plantilla:Nandera José Rivas Emmanuel Villa |

| 79' · | Luis Ángel Mendoza |

| 63' · 67' · 71' | Hernán Darío Burbano Damián Álvarez Nahuel Guzmán |

| Principal  | Paul Enrique Delgadillo Haro |
| Asistentes | José Luis Camargo Callado    |
|            | Jesús Sevilla Palafox        |
| Cuarto     | Fernando Guerrero Ramírez    |

|                    |     |     |
| Tiros              | 11  | 2   |
| Tiros a puerta     | 1   | 1   |
| Faltas             | 17  | 14  |
| Saques de esquina  | 6   | 4   |
| Penaltis           | -   | -   |
| Fueras de juego    | 0   | 3   |
| Posesión del balón | 59% | 41% |

| Alineación inicial |

| 23    | POR   | Moisés Muñoz     |     |
| 12    | DEF   | Pablo Aguilar    |     |
| 2     | DEF   | Paolo Goltz      |     |
| 15    | DEF   | Osmar Mares      |     |
| 17    | DEF   | Ventura Alvarado | 83' |
| 5     | MED   | Jesús Molina     |     |
| 14    | MED   | Rubens Sambueza  | 72' |
| 11    | MED   | Michael Arroyo   |     |
| 19    | MED   | Miguel Layún     |     |
| 24    | DEL   | Oribe Peralta    |     |
| 28    | DEL   | Martín Zúñiga    |     |
| D. T. | D. T. | Antonio Mohamed  |     |

| 1     | POR   | Nahuel Guzmán         |     |
| 6     | DEF   | Jorge Torres Nilo     |     |
| 4     | DEF   | Hugo Ayala            |     |
| 24    | DEF   | José Rivas            |     |
| 29    | DEF   | Jesús Dueñas          |     |
| 18    | MED   | José Francisco Torres | 63' |
| 19    | MED   | Guido Pizarro         |     |
| 5     | MED   | Egidio Arévalo Ríos   |     |
| 23    | MED   | Gerardo Lugo          | 45' |
| 8     | DEL   | Joffre Guerrón        | 74' |
| 11    | DEL   | Damián Álvarez        |     |
| D. T. | D. T. | Ricardo Ferretti      |     |

| 6  | Defensa        | Juan Carlos Valenzuela | 74' |
| 7  | Centrocampista | Luis Ángel Mendoza     | 72' |
| 10 | Centrocampista | Osvaldo Martínez       | 83' |

| 33 | Delantero      | Emmanuel Villa       | 45' |
| 10 | Centrocampista | Hernán Darío Burbano | 63' |
| 22 | Guardameta     | Enrique Palos        | 74' |

| 36' · 61' · 78' | Michael Arroyo Pablo Aguilar Oribe Peralta | 1:0 2:0 3:0 |

| 11' · 45' | Rubens Sambueza Paolo Goltz |

| 3' · 26' · 35' · 60' · 77' | Jorge Torres Nilo Jesús Dueñas Nahuel Guzmán Plantilla:Nandera José Rivas Emmanuel Villa |

| 79' · | Luis Ángel Mendoza |

| 63' · 67' · 71' | Hernán Darío Burbano Damián Álvarez Nahuel Guzmán |

| Principal  | Paul Enrique Delgadillo Haro |
| Asistentes | José Luis Camargo Callado    |
|            | Jesús Sevilla Palafox        |
| Cuarto     | Fernando Guerrero Ramírez    |

|                    |     |     |
| Tiros              | 11  | 2   |
| Tiros a puerta     | 1   | 1   |
| Faltas             | 17  | 14  |
| Saques de esquina  | 6   | 4   |
| Penaltis           | -   | -   |
| Fueras de juego    | 0   | 3   |
| Posesión del balón | 59% | 41% |

| Alineación inicial |

| Campeón Apertura 2014 |
| --------------------- |
|                       |
| América               |
| 12.º Título           |